# Ágios Dimítrios
Pour les articles homonymes, voir Ágios Dimítrios (homonymie).
Ágios Dimítrios (grec moderne : Άγιος Δημήτριος) est une municipalité grecque de la banlieue sud d'Athènes, dans la périphérie d'Attique.

## Géographie
Agios Dimitrios est situé à 5 kilomètres au sud du centre-ville d'Athènes et à 4 kilomètres de la côte du golfe Saronique. La commune a une superficie de 4 949 km2.

## Population
| 1981   | 1991   | 2001   | 2011   |
| ------ | ------ | ------ | ------ |
| 51 421 | 57 574 | 65 173 | 71 294 |

| 2021   | - | - | - |
| ------ | - | - | - |
| 71 664 | - | - | - |

## Histoire
Ágios Dimítrios était composée de terres agricoles.[Quand ?] La polyculture dominait. Une partie de la production agricole est consacrée aux pâturages. Le développement urbain a remplacé une grande partie des terres agricoles dans les années 1920 et 1930. Aujourd'hui, la plus grande partie de la municipalité est urbanisée, se partageant entre zone résidentielle et zone industrielle et commerciale.

## Transports
Elle dispose de la station Ágios Dimítrios - Aléxandros Panagoúlis sur la ligne 2 du métro d'Athènes.

## Jumelages
| Ville | Ville     | Pays | Pays     |
| ----- | --------- | ---- | -------- |
|       | Buzău     |      | Roumanie |
|       | Pouzzoles |      | Italie   |